# Тазовое предлежание
Та́зовое предлежа́ние — вариант расположения плода в матке, при котором его тазовый конец предлежит ко входу в малый таз женщины. Роды в тазовом предлежании встречаются в 3 — 5 % случаев и считаются патологическими из-за большого числа осложнений, особенно у плода. Перинатальная смертность в 4 — 5 раз выше, чем при головных предлежаниях.
Диагноз тазового предлежания ставится по данным УЗИ, не ранее 32 недель беременности. До этого ребёнок может переворачиваться из одной позиции в другую не один раз.
После 32 — 34 недель можно применять специальную гимнастику, которая поможет ребёнку перевернуться. Разработаны также методы принудительного переворота — наружный акушерский поворот. Однако после него некоторые дети всё же возвращаются обратно в тазовое предлежание.
Роды ведутся обычно кесаревым сечением, особенно если плод мужского пола. Риск осложнений при этом ниже. При родах через естественные родовые пути применяется пособие по Цовьянову.

## Классификация
Различают три варианта тазовых предлежаний:
- Чистое ягодичное (неполное) — ножки плода согнуты в тазобедренных суставах, колени выпрямлены и прижаты к животу. Встречается в 50 — 70 % случаев, чаще у рожающих в первый раз.
- Ножное (полное, неполное и коленное) — одно или оба бедра разогнуты, ножка находится у выхода из матки. Наблюдается в 10 — 30 % случаев чаще у повторнородящих.
- Смешанное ягодичное (полное) — прилегают ягодицы и ступни, бёдра согнуты, колени также согнуты. Наблюдается в 5 — 10 % случаев [1].

- Чисто ягодичное предлежание
- Полное ножное предлежание

## Этиология
До 32 недель беременности в матке ещё достаточно места для свободного движения плода. По мере роста он стремится занять положение головкой вниз, так как более объёмный тазовый конец при этом размещается в более просторной части матки, в области дна. К 32 неделям в 25 % случаев сохраняет тазовое предлежание, а к моменту родов их количество снижается до 3 %. Соответственно, вероятность тазового предлежания повышается в случае преждевременных родов.
Причины, по которым плод принимает положение тазовым концом вниз, могут быть:
- Многоплодная беременность. При этом зачастую один плод находится в головном, а другой в тазовом предлежании;
- Многоводие или маловодие;
- Патология плода: гидроцефалия, анэнцефалия и др. пороки развития;
- Патология матки: миома матки, нарушение тонуса мускулатуры матки;
- Патология плаценты: предлежание плаценты, расположение её в области трубных углов;
- Последствия кесарева сечения.

## Диагностика
Диагностика обычно не вызывает затруднений. Тазовое предлежание на поздних сроках можно определить при наружном осмотре — приём Леопольда, аускультация, а также более детально на УЗИ и на  влагалищном исследовании.

## Биомеханизм родов при тазовом предлежании
Вставление ягодиц во входе в малый таз происходит межвертельной линией в косом или поперечном размерах.
Первый момент биомеханизма родов — внутренний поворот ягодиц — состоит в том, что при переходе из широкой части таза в узкую ягодицы поворачиваются в прямой размер таза. Поворот ягодиц заканчивается в плоскости выхода из малого таза. Одновременно с поворотом передняя ягодица опускается ниже задней, подходит своей подвздошной костью под нижний край лонного сочленения, где фиксируется. Вокруг этой точки фиксации происходит второй момент биомеханизма родов.
Второй момент биомеханизма родов — сгибание позвоночника в пояснично-крестцовом отделе и рождение задней ягодицы, вслед за которой через вульварное кольцо окончательно рождается передняя ягодица, и плод с выпрямленным позвоночником появляется до пупочного кольца. Ягодицы поворачиваются из прямого в косой размер таза, т. к. в это время плечики вступают своим биакромиальным размером в косой размер входа в таз и поступательными движениями опускаются в полость таза.
Третий момент биомеханизма родов — внутренний поворот плечиков начинается при переходе из широкой части в узкую и заканчивается на тазовом дне установлением плечиков в прямом размере выхода таза. Переднее плечико опускается и фиксируется под лоном на границе верхней и средней трети.
Четвёртый момент биомеханизма родов — сгибание позвоночника в шейно-грудном отделе, в результате чего заднее плечико выкатывается над промежностью, а затем рождается полностью переднее плечико и ручка.
Пятый момент биомеханизма родов — внутренний поворот головки. Головка вступает в таз стреловидным швом в поперечном или косом размере, противоположном тому, в котором проходили ягодицы и плечики. При переходе из широкой в узкую часть таза головка совершает внутренний поворот, в результате которого стреловидный шов устанавливается в прямой размер выхода таза, а опустившаяся головка фиксируется подзатылочной ямкой под лоном.
Шестой момент биомеханизма родов — сгибание головки — происходит на тазовом дне вокруг точки фиксации подзатылья о нижний край лона. Вначале над промежностью рождается подбородок, затем лицо, лоб и теменная часть и последним затылочный бугор.
Головка прорезывается малым или средним косым размером. Конфигурации головки при этом механизме не происходит.
Травматизация промежности и влагалища при тазовых предлежаниях значительная, т. к. последующая головка имеет большие размеры за счёт отсутствия конфигурации и рождении её в большинстве случаев средним косым размером (диаметр — 10 см, окружность — 33—34 см).

## Ведение беременности
В связи с повышенным риском родов в тазовом предлежании его необходимо постараться изменить на головное.
После 32 недель беременной назначается специальная гимнастика, способствующая перевороту плода. Полезно плавание в бассейне, так как при этом сила тяжести уменьшается и облегчает переворот.
На сроке 34 — 38 недель можно применить наружный профилактический поворот плода на головку. Однако его выполнение несёт риск травматизации плода, а в некоторых случаях может оказаться неэффективным из-за того, что плод переворачивается обратно.
Противопоказания к наружному повороту:
- Патология матки: аномалии строения, рубец, повышенный тонус;
- Патология плода: предлежание плаценты, много- и маловодие, обвитие пуповины;
- Патология со стороны матери: гестоз, ожирение, узкий таз, возраст после 30 лет, бесплодие, беременность после ЭКО.

В случае устойчивого тазового предлежания к сроку родов беременная госпитализируется в отделение патологии роддома для определения группы риска и способа ведения родов. Женщинам с высоким и средним риском при тазовом предлежании показано кесарево сечение.
- Выведение запавшей за голову ручки
- Внутренний поворот на ножку (Атлас по акушерству, XIX век)

## Возможные осложнения во время родов
- Преждевременное излитие околоплодных вод;
- Слабость родовой деятельности;
- Внутриутробная гипоксия плода;
- Запрокидывание ручек (во втором периоде родов);
- Возникновение заднего вида;
- Разгибание и ущемление головки.